# Secrétaire général du Cabinet
Au Japon, le secrétaire général du Cabinet (内閣官房長官, Naikaku kanbō chōkan), officiellement traduit en anglais par Chief Cabinet Secretary, est un membre du Cabinet du Japon, qui a donc rang de ministre d'État, chargé de diriger le secrétariat du Cabinet. 
Cette fonction est occupée depuis le 14 décembre 2023 par Yoshimasa Hayashi dans le gouvernement dirigé par Fumio Kishida.

## Histoire
Cette fonction fut initialement créée le 12 mars 1879, lors de la formation du premier Cabinet du Japon, sous le nom de Naikaku shokikanchō (内閣書記官長) qui est généralement lui aussi traduit en anglais par Chief Cabinet Secretary. Le premier à occuper ce poste fut alors l'ancien samouraï et chef du clan Tosa Akimitsu Tanaka.
La Constitution de 1947 donne sa forme moderne à la fonction, à ceci près qu'elle n'est alors pas un poste au sein du Cabinet. Elle est confiée à cette époque à un fonctionnaire non-certifié, c'est-à-dire que sa nomination n'a pas à être confirmée par l'empereur. Il n'obtient finalement le statut de haut fonctionnaire certifié qu'à partir du 11 juin 1963 avant de devenir un poste ministériel à compter du 28 juin 1966.

## Compétences et fonctions
Le rôle le plus connu du secrétaire général du Cabinet, car le plus visible médiatiquement, est certainement celui de porte-parole du gouvernement, chargé de s'exprimer ainsi devant la presse pratiquement tous les jours.
Toutefois, il ne s'agit là que de la partie visible de son rôle. Celui-ci comprend :
- la gestion des services du Premier ministre, réunis au sein du secrétariat du Cabinet qu'il dirige. Le secrétaire général du Cabinet apparaît ainsi comme le « directeur de cabinet » et souvent comme une « éminence grise » du Premier ministre, étant notamment le seul ministre d'État à avoir son bureau dans le Kantei, le bâtiment officiel du chef du gouvernement.
- la coordination des projets et travaux des différentes administrations gouvernementales, notamment au sein du bureau du Cabinet, ce qui le rapproche alors d'un secrétaire général du gouvernement français.
- la coordination et la gestion des relations avec les différents groupes parlementaires à la Diète, notamment avec ceux de la majorité, ce qui en fait donc en quelque sorte un ministre chargé des relations avec le Parlement.
- la gestion des services de presse et de communication du Cabinet.

Il s'agit donc d'un poste aux compétences et aux pouvoirs importants, généralement considéré comme le second au sein du Cabinet juste après le Premier ministre et comme un véritable tremplin pour accéder au poste de chef de gouvernement. Ainsi, en l'absence de la désignation d'un Vice-Premier ministre, c'est lui qui devient Premier ministre par intérim si jamais le titulaire est empêché, pour une raison ou pour une autre, de remplir ses obligations. De plus, les anciens Premiers ministres Yasuo Fukuda, Shinzō Abe et Yoshihide Suga ont tous trois exercé cette fonction auparavant. Ce dernier détient d'ailleurs le record de longévité à ce poste, puisqu'il le fut pendant 2 820 jours, du 26 décembre 2012 au 16 septembre 2020.

## Les assistants du secrétaire général
Le secrétaire général du Cabinet est assisté par un certain nombre de collaborateurs au sein du secrétariat du Cabinet :

### Secrétaires généraux adjoints
Les secrétaires généraux adjoints (内閣官房副長官, Naikaku kanbō fukuchōkan) sont des officiers avec rangs de 1ers vice-ministres (副大臣, Fuku-daijin), avec, comme pour les ministres, une nomination qui doit être confirmée par l'empereur. Ils sont les seconds du secrétaire général, qu'ils remplacent en cas d'empêchement. Ils comprennent toujours deux parlementaires (un député et un conseiller) et un haut fonctionnaire. Il s'agit, dans le 96e et actuel gouvernement du Japon, de :
| Personnalité    | Parti | Faction   | Diète        | Circonscription        | Administration d'origine      | Nomination       |
| --------------- | ----- | --------- | ------------ | ---------------------- | ----------------------------- | ---------------- |
| Katsunobu Katō  | PLD   | Nukaga    | Représentant | Okayama (5e district)  | -                             | 26 décembre 2012 |
| Hiroshige Sekō  | PLD   | Machimura | Conseiller   | Préfecture de Wakayama | -                             | 26 décembre 2012 |
| Kazuhiro Sugita | -     | -         | -            | -                      | Agence de la police nationale | 26 décembre 2012 |

### Conseiller du Cabinet pour la gestion des crises
Le conseiller du Cabinet pour la gestion des crises (内閣危機管理監, Naikaku kiki kanrikan), considéré comme un secrétaire général adjoint (tout en étant également placé sous l'autorité de ces derniers), supervise le Centre de gestion de crise (危機管理センター, Kiki Kanri Center) qui siège au Kantei pour seconder le Premier ministre en cas de crises graves (catastrophes naturelles, attentats, notamment). Il s'agit généralement d'un ancien chef de la police de Tokyo. Depuis le 16 mai 2008, il s'agit de Tetsurō Itō (ancien surintendant général de la Police Métropolitaine de Tōkyō de 2006 à 2007 puis président du Centre d'information du trafic routier du Japon de 2007 à 2008). 

### Secrétaires généraux assistants
Les trois secrétaires généraux assistants du Cabinet (内閣官房副長官補, Naikaku kanbō fukuchōkanho) sont des hauts fonctionnaires chargés chacun de se concentrer sur la relation avec les ministères et administrations dans un secteur particulier de l'action du gouvernement (affaires intérieures, affaires étrangères et sécurité). Il s'agit, pour le 96e et actuel gouvernement du Japon, de :
| Personnalité      | Secteur              | Administration d'origine                                        | Nomination        |
| ----------------- | -------------------- | --------------------------------------------------------------- | ----------------- |
| Toyonari Sasaki   | Affaires intérieures | Finances (Bureau financier)                                     | 16 septembre 2009 |
| Chikao Kawai      | Affaires étrangères  | Affaires étrangères (Secrétariat du ministre)                   | 15 janvier 2010   |
| Tetsuya Nishikawa | Sécurité             | Agence nationale de la police Défense (Secrétariat du ministre) | 16 septembre 2009 |

### Secrétaire aux relations publiques
Le secrétaire aux relations publiques du Cabinet (内閣広報官, Naikaku kōhōkan) dirige le service des relations publiques du Cabinet (内閣広報室, Naikaku kōhōshitsu) et supervise ainsi tout ce qui concerne la communication et les relations avec la presse. Il s'agit, depuis le 24 août 2010, de Mikiya Chishiro (auparavant directeur-général du bureau des affaires du Cabinet de 2006 à 2010).  

### Directeur du renseignement
Le directeur du renseignement du Cabinet (内閣情報官, Naikaku jōhōkan) dirige le célèbre bureau d'intelligence et de recherche du Cabinet (内閣情報調査室, Naikaku jōhō chōsashitsu), plus connu sous le nom de Naichō. Il s'agit, depuis le 2 avril 2010, de Shinichi Uematsu (auparavant directeur du bureau de la sécurité publique de la Police Métropolitaine de Tōkyō de 2007 à 2008 puis surintendant adjoint de cette dernière de 2008 à 2009 et directeur de la Police préfectorale d'Ōsaka de 2009 à 2010).

### Conseillers spéciaux du Premier ministre
Il existe au maximum cinq conseillers spéciaux du Premier ministre (内閣総理大臣補佐官, Naikaku sōri daijin hosakan), des personnalités politiques (qui sont ou ont été parlementaires généralement) avec statut d'employés à temps partiel et rang de secrétaires parlementaires (政務官, Seimukan), nommés pour, comme leur nom l'indique, conseiller et assister directement le chef du gouvernement sur certains dossiers politiques d'actualités. Dans le 96e et actuel gouvernement du Japon, il s'agit de : 
| Question traitée                                   | Personnalité     | Parti | Faction   | Diète        | Circonscription           | Nomination       |
| -------------------------------------------------- | ---------------- | ----- | --------- | ------------ | ------------------------- | ---------------- |
| Affaires intérieures                               | Tarō Kimura      | PLD   | Machimura | Représentant | Aomori (4e district)      | 26 décembre 2012 |
| Système électoral et Conseil de sécurité nationale | Yōsuke Isozaki   | PLD   | Machimura | Conseiller   | Préfecture d'Ōita         | 26 décembre 2012 |
| Questions d'intérêt national                       | Sei'ichi Etō     | PLD   | Ibuki     | Conseiller   | Proportionnelle nationale | 26 décembre 2012 |
| Planification politique                            | Ei'ichi Hasegawa | -     | -         | -            | -                         | 26 décembre 2012 |